# 太攀蛇
太攀蛇（學名：Oxyuranus scutellatus），又名普通太攀蛇或海岸太攀蛇，是一種大型的太攀蛇屬成員，亦為澳大利亞體型最長的毒蛇和澳大利亞最大的毒蛇。分佈於澳大利亞東部及北部沿岸一帶，另也出沒於新幾內亞的島嶼。根據數個毒理學報告的實驗白鼠 LD50 皮下注射數據，此物種的毒性在陸棲毒蛇中位列第三（僅次於最毒的陸棲蛇內陸太攀蛇和第二毒的陸棲蛇東部擬眼鏡蛇）。這種太攀蛇的蛇咬也造成過100%的臨床致死率。其轄下共有兩個已確認亞種。

## 基本特徵

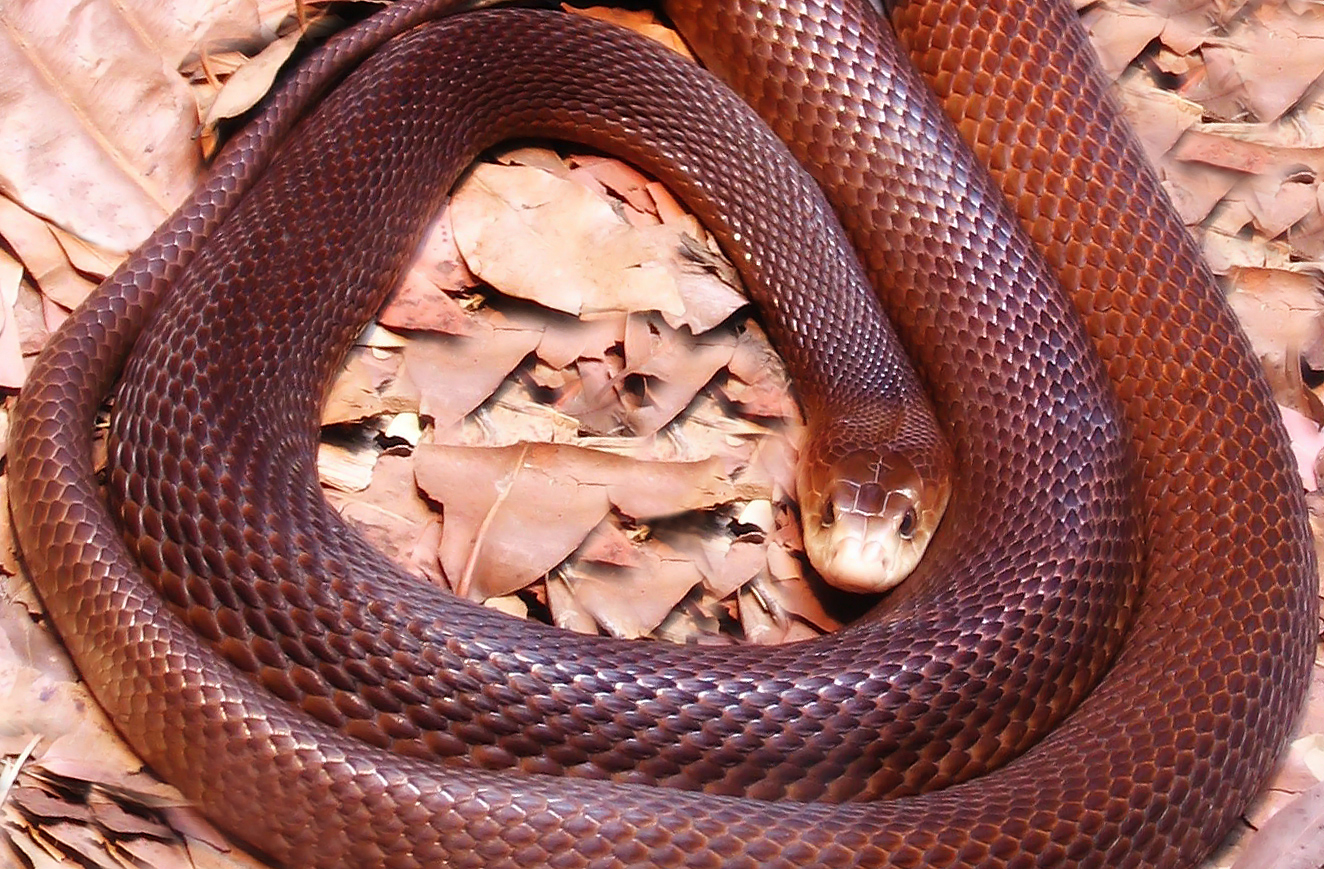
海岸太攀蛇紅褐色個體

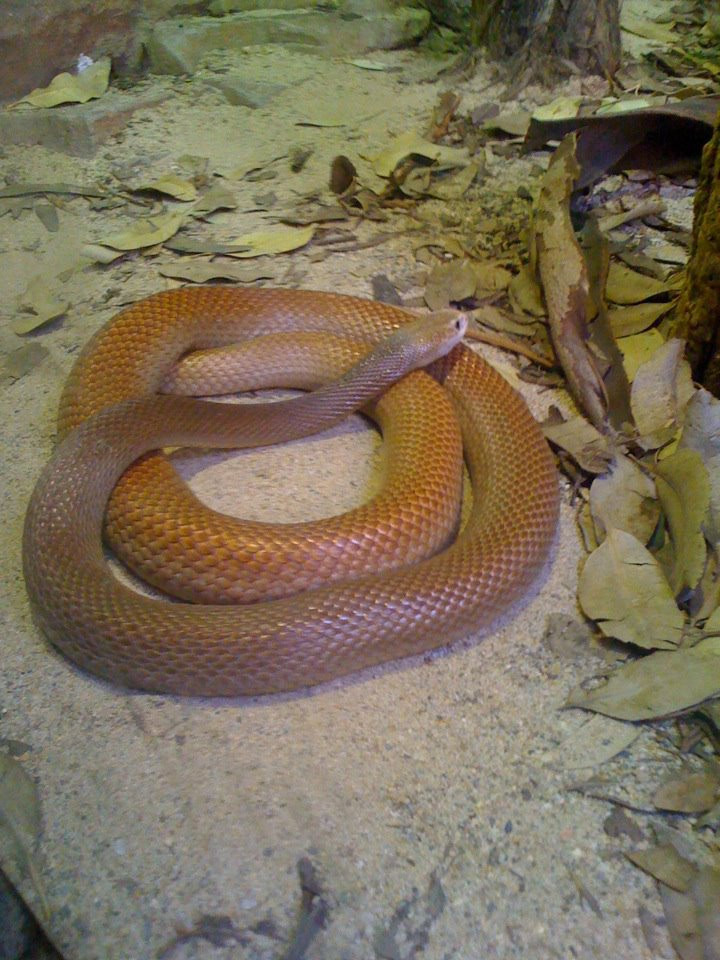
體色偏淺的個體

海岸太攀蛇是澳大利亞最大的毒蛇。它們的成熟期一般在體型為1.2（3.9英尺）長的時候，成體平均亦可長達1.5至2.0（4.9至6.6英尺），體重在3（6.6英磅）左右。而有記錄最大的個體長3.3（11英尺），重6.5（14英磅）。
此蛇擁有修長的頭部及身體。頭長而窄，前額向前稍微彎曲，形狀猶如棺材；身體細長但結實，整體呈流線型。它們全身背部顏色一致，通常為墨綠、棕、紅褐或米色；面部及身體兩側顏色偏淺；腹部一般為乳白或淺黃色，並夾雜著橘或粉色的斑點。這種太攀蛇有較大的瞳孔及呈棕或淡褐色的眼睛。它們的身體形態及行為習性等各方面，都非常類似於非洲的黑曼巴蛇。一些學家也將它們形容為“澳大拉西亞的黑曼巴”。
這種毒蛇一般有21-23塊身體中段的背部鱗片、220-250塊腹部鱗片及45-80塊尾部鱗片。

## 分佈地
此太攀蛇只分佈於澳大利亞及新幾內亞島嶼，後者包括印度尼西亞的數個州分及巴布亞新幾內亞。雖其別名裡有“海岸”兩字，但它們同時也在距離最近的海灘遠達數百公里的地區出沒。從澳大利亞西北地區穿越約克角半島，到昆士蘭東部及新南威爾斯北部均有它們的踪跡。而此物種的第二個亞種巴布亞太攀蛇，則多集中在巴布亞新幾內亞。平均只有20 °C（68 °F）或以下的地區一般並不適合它們居住。
這種太攀蛇生活於多個生境。主要喜歡溫暖潮濕的熱帶海岸地區，但乾燥的硬葉林及疏林也適合其居住。在昆士蘭，它們因受到老鼠的吸引而潛入並變得非常適應人類甘蔗種植場的生活環境；不過在該地區的遠北方及約克角半島的種群，則多出現於開敞的疏林地區。馬纓丹灌木林亦是海岸太攀蛇最喜愛的生境之一。它們的躲藏處多為動物的棄置洞穴、中空的樹幹、植物堆及垃圾堆。

## 行為習性
海岸太攀蛇為日行性，在清晨最為活躍，但在炎熱天時也會在晚上出洞。它們會利用在蛇類當中較為發達的視覺追踪獵物，前進時會稍微抬起頭部。一旦確認獵物的位置，此蛇會靜止不動直到對方走進一定距離之內，然後再發動連串迅速的攻擊後任其逃走，這樣是為了減低獵物在掙扎時所帶來的傷害。之後蛇可以憑氣味找回屍體。此太攀蛇最愛的食物包括老鼠及鳥類等溫血動物。
當遇到人類時，牠們通常會選擇迅速離開現場以避免衝突，但如果受到騷擾則會變得非常兇猛，並會發動連續快速的攻擊以自保。

## 危險性

### 毒液概論
海岸太攀蛇的毒液裡主要含有劇烈的神經毒素、肌肉毒素及凝血因子。此蛇的毒牙長度可達1.3厘米，為澳大利亞毒蛇之冠。其平均注毒量為120毫克，最大記錄則為400毫克。根據數個毒理學報告，其亦為全球毒性最大的蛇之一：澳大利亞毒液與毒素數據報告給予的 LD50 為0.106mg/kg（皮下注射）、0.013mg/kg（靜脈注射）及0.009mg/kg（腹膜注射）；而學家英格曼和奧伯斯特（1981年）所給的數據則為0.12mg/kg（皮下注射）。兩者皮下注射法的數值均證明，此太攀蛇的毒性在所有陸棲毒蛇中位列第三。

### 臨床症狀
海岸太攀蛇毒液會造成溶血及凝血障礙，並進一步促成麻痺及心肺功能衰竭然後死亡。臨床症狀隨著不同的個案而有所參差。被咬者在剛開始的15-60分鐘內會出現腹痛、局部淋巴結軟化、嘔吐、持續咳嗽、大量出汗等症狀，之後在說話及吞嚥困難、頭痛和昏迷等神經與肌肉中毒症狀發作的同時，發生被咬處大量出血、咳血、吐血及低血壓等血液中毒症狀，有時亦會出現嚴重腎衰竭的情況。此蛇受騷擾時會發動連續攻擊，因此病人身上往往會出現好幾對牙印。被咬後的致死率以及死亡時間受多種因素影響（如注毒量及被咬位置等）。根據臨床蛇咬個案記錄，最快的死亡時間為30分鐘，此蛇亦曾造成過100%的致死率（因為其每次攻擊都會注入足以致命的毒液分量）。

## 分類概況
| 亞種學名 | 命名者 | 俗稱         | 分佈地區                                                 |
| -------- | ------ | ------------ | -------------------------------------------------------- |
|          | , 1956 | 巴布亞太攀蛇 | 新幾內亞群島                                             |
|          | , 1867 | 太攀蛇       | 澳大利亞西北地區、約克角半島、昆士蘭東部、新南威爾斯北部 |